# Bruno Reis
Bruno Miguel Carapeto Reis (Portimão, 29 luglio 1999) è un calciatore portoghese, attaccante del Differdange 03.

## Carriera
Reis ha firmato il suo primo contratto professionistico con la Portimonense, club nel quale è cresciuto, il 2 novembre 2017. Ha successivamente esordito il 16 febbraio 2019 nella sconfitta per 2-0 in Primeira Liga contro il Vitória Guimarães.
Nella stagione 2023-2024 gioca in prestito al Covilhã, nella seconda divisione portoghese.

## Statistiche

### Presenze e reti nei club
Statistiche aggiornate al 29 maggio 2023.
| Stagione        | Squadra         | Campionato      | Campionato | Campionato | Coppe nazionali | Coppe nazionali | Coppe nazionali | Coppe continentali | Coppe continentali | Coppe continentali | Altre coppe | Altre coppe | Altre coppe | Totale | Totale |
| Stagione        | Squadra         | Comp            | Pres       | Reti       | Comp            | Pres            | Reti            | Comp               | Pres               | Reti               | Comp        | Pres        | Reti        | Pres   | Reti   |
| --------------- | --------------- | --------------- | ---------- | ---------- | --------------- | --------------- | --------------- | ------------------ | ------------------ | ------------------ | ----------- | ----------- | ----------- | ------ | ------ |
| 2018-2019       | Portimonense    | PL              | 3          | 0          | CP+CdL          | 0               | 0               | -                  | -                  | -                  | -           | -           | -           | 3      | 0      |
| 2021-2022       | Portimonense    | PL              | 2          | 0          | CP+CdL          | 0               | 0               | -                  | -                  | -                  | -           | -           | -           | 2      | 0      |
| 2022-2023       | Portimonense    | PL              | 4          | 0          | CP+CdL          | 0+2             | 0               | -                  | -                  | -                  | -           | -           | -           | 6      | 0      |
| Totale carriera | Totale carriera | Totale carriera | 9          | 0          |                 | 2               | 0               |                    | -                  | -                  |             | -           | -           | 11     | 0      |